# Chionea nipponica
Chionea nipponica är en tvåvingeart som beskrevs av Alexander 1932. Chionea nipponica ingår i släktet Chionea och familjen småharkrankar. Inga underarter finns listade i Catalogue of Life.